# 1755 w literaturze
Wydarzenia literackie w 1755 roku.

## Nowe książki
- Philip Doddridge - Hymns Founded on Various Texts
- Henry Fielding - The Journal of a Voyage to Lisbon
- Francis Hutcheson - A System of Moral Philosophy
- Samuel Johnson - A Dictionary of the English Language
- Charles Wesley - An Epistle to John Wesley
- Edward Young - The Centaur not Fabulous